# Jürgen Andreas Marcussen
Jürgen Andreas Marcussen (* 8. April 1816 in Vester Sottrup; † 26. Februar 1900 in Apenrade) war ein dänischer Orgelbauer.

## Leben und Wirken
Jürgen Andreas Marcussen war ein Sohn des Orgelbauers Jürgen Marcussen und dessen Ehefrau Anna Maria Andresen (oder Andersen) (* 26. Februar 1782; † 28. September 1857). Seine Mutter war eine Tochter von Andreas Jacobsen (1739–1822) und dessen Ehefrau Ellen, geborene Jessen (1737–1825). Er hatte zwei Schwestern und zwei Brüder. Der Bruder Alexander (1806–1835) arbeitete seit 1833 als Diakon in Hammelev.
Marcussen bekam Privatunterricht im Haus seiner Eltern und lernte bei Pastor Jens Peter Windekilde in Wilstrup. Anschließend absolvierte er eine Lehre als Orgelbauer bei seinem Vater und dessen Compagnon Andreas Reuter. Danach half er wahrscheinlich als Geselle im Unternehmen. Ab 1842 besuchte er mehrere Orgelbauer in Deutschland und blieb für längere Zeit bei Eberhard Friedrich Walcker in Würzburg: Walcker hatte seinerzeit eine Kegelwindlade entwickelt. Marcussen erläuterte Walcker die Qualität eines Kastenbalgs, den sein Vater entwickelt hatte.
Nach dem Tod Reuters im Jahr 1847 ging Marcussen nach Apenrade und arbeitete im Unternehmen seines Vaters mit, dass seit dem Folgejahr als Marcussen & Søn firmierte. 1848 half er, die Orgel von Tönning zu renovieren, im Jahr darauf bei Neubau des Instruments im Dom zu Göteborg. Es folgten Aufträge größerer Kirchen in den Herzogtümern, Dänemark und Schweden, darunter 1850 für Køge, 1853 Elmshorn, 1854 für die St. Marienkirche in Helsingør, 1855 Mölln, 1856 Wöhrden und Barmstedt. Bis zum Tod seines Vaters im Jahr 1859 entstanden gemeinsam 35 neue Orgeln. Marcussen & Søn hatte zu diesem Zeitpunkt rund 20 Mitarbeiter.
Marcussen leitete die Firma anfangs mit seinem Schwager J. K. Kornemann, der nach wenigen Jahren ausschied. Danach führte er die Geschäfte alleine weiter und erhielt große Aufträge:
- 1860 aus Vänersborg
- 1861 für die Haga-Kirche in Göteborg und die Vicelinkirche von Neumünster
- 1862 für den Dom zu Odense
- 1864 für die Christinenkirche in Göteborg.
- 1856 stellte der Orgelbauer ein Instrument für die Olaikirche von Helsingør fertig. Aufgrund des Deutsch-Dänischen Krieges und des Zerfalls des Gesamtstaates erhielt Marcussen danach über Jahrzehnte keine nennenswerten Aufträge mehr aus Dänemark.
- Bis 1879 erhielt Marcussen weitere Aufträge aus Schweden. 1868 renovierte er die Orgel im Dom zu Lund, die er 1876 umbaute. Das Instrument mit 61 Stimmen war die größte Orgel, die Marcussen baute.

Marcussen arbeitete danach zumeist für Kirchen aus der Provinz Schleswig, so 1866 für Gettorf, 1867 für Oldenburg und Ahrensbök, 1871 für Burg auf Fehmarn, 1874 für Segeberg, 1879 für die Flensburger Nikolaikirche und die Rendsburger Christkirche, 1883 für die Sankt-Petri-Kirche in Altona, 1884 für Wesselburen und 1896 für Niebüll. Hinzu kamen zahlreiche Dorfkirchen, die erstmals Orgeln bestellten.
Mit der Orgel der Kirche von Nortorf schuf Marcussen die 100. Orgel, an der er mitgearbeitet hatte. 1891 folgte mit der Orgel von Ratekau Opus 200. Seit er 1869 beim Bau der Kirche von Pronstorf Bekanntschaft mit dem dort lebenden Organisten Leopold Iwan Cirsovius gemacht hatte, schrieb dieser wiederholt kleine Beiträge und Zeitungsartikel über die Orgellandschaft Schleswig-Holsteins und die Leistungen von Marcussens Unternehmen.
Um 1880 nahm Marcussen seinen Sohn Hartwig Alexander (* 3. Dezember 1859 in Apenrade) als Teilhaber in sein Unternehmen auf. Sein Sohn führte insbesondere Arbeiten außerhalb der Werkstatt aus. 1887 baute er zur Probe erstmals ein Instrument mit Röhrenpneumatik, die seinerzeit mechanische Trakturen verdrängte. Sein Sohn starb im Jahr 1897. Ihn ersetzte Marcussens Großneffe Jens Lassen Zachariassen (1864–1922), der die Firma nach Marcussens Tod übernahm und sie zur wichtigsten Orgelbaufirma des dänischen Königreiches machte.

## Familie
Marcussen heiratete in erster Ehe Marie Sophie Münster (1828–1851), mit der er keine Kinder hatte. In zweiter Ehe heiratete er Marie Jensen (1828–1908). Aus dieser Ehe stammten sechs Töchter und zwei Söhne.